# Hàng không năm 1936
Đây là danh sách các sự kiện hàng không nổi bật xảy ra trong năm 1936:

## Các sự kiện

### Tháng 2
- British Marine Aircraft Ltd. được thành lập ở Hamble, Hampshire để sản xuất thủy phi cơ Sikorsky S-42-A dưới giấy phép được nhượng lại, nhưng không có gì được thực hiện. Công ty này sau đó trở thành Folland Aircraft Limited.
- 13 tháng 2 - Imperial Airways bắt đầu mở dịch vụ bưu phẩm gửi bằng máy bay đến Tây Phi.

### Tháng 3
- 23 tháng 3 - Imperial Airways bắt đầu mở tuyến đường bay giữa Hồng Kông và Malaysia.

### Tháng 4
- Aer Lingus - Hãng hàng không quốc gia Cộng hòa Ireland được thành lập.

### Tháng 5
- 4 tháng 5-7 - Amy Johnson thiết lập một kỷ lục mới về tốc độ khi bay từ Anh đến Nam Phi trong 3 ngày 6 giờ 26 phút trên một chiếc Percival Gull Six.

### Tháng 7
- 14 tháng 7 - Không quân Hoàng gia Anh được tái cơ cấu lại, với các bộ tư lệnh trực thuộc là Bộ tư lệnh Chiến đấu, Bộ tư lệnh Ném bom, Bộ tư lệnh Bờ biển và Bộ tư lệnh huấn luyện đã được thiết lập.
- 20 tháng 7 - 20 chiếc Junkers Ju 52 được chuyển đến cho các đơn vị thuộc phái bảo hoàng ở Tây Ban Nha, từ Maroc đến Tây Ban Nha, đây là cầu hàng không quân sự lớn đầu tiên trên thế giới.

### Tháng 9
- 4 tháng 9-5 - Beryl Markham là người phụ nữ đầu tiên trên thế giới một mình thực hiện chuyến bay từ đông sang tây của Đại Tây Dương trên chiếc máy bay Percival Vega Gull, từ Abingdon, Berkshire đến Đảo Cape Breton
- 11 tháng 9 - TB-3-4AM-34FRN với phi công là A. B. Yumashev đã lập một kỷ lục về trọng tải khi mang 5.000 kg (11.023 lb) trên độ cao 8.116 m (26.627 ft).
- 16 tháng 9 - TB-3-4AM-34FRN với phi công là A. B. Yumashev đã lập một kỷ lục về trọng tải khi mang 10.000 kg (22.046 lb) trên độ cao 6.605 m (21.670 ft).
- 20 tháng 9 - TB-3-4AM-34FRN với phi công là A. B. Yumashev đã lập một kỷ lục về trọng tải khi mang 12.000 kg (26.455 lb) trên độ cao 2.700 m (8.858 ft).

### Tháng 10
- 28 tháng 10 - TB-3-4AM-34FRN với phi công là A. B. Yumashev đã lập một kỷ lục về trọng tải khi mang 5.000 kg (11.023 lb) trên độ cao 8.980 m (29.462 ft).

## Chuyến bay đầu tiên
Tháng 1
- 4 tháng 1 - Vought XSB2U-1

Tháng 2
- 14 tháng 2 - Hawker Hector

Tháng 3
- 4 tháng 3 - Khí cầu của Đức LZ 129 Hindenburg
- 5 tháng 3 - Supermarine Spitfire
- 10 tháng 3 - Fairey Battle mẫu thử nghiệm K 4303
- 17 tháng 3 - Armstrong Whitworth Whitley mẫu thử nghiệm K 4586

Tháng 5
- 12 tháng 5 - Messerschmitt Bf 110
- 14 tháng 5 - Miles Whitney Straight
- 27 tháng 5 - Fairey Seafox

Tháng 6
- 15 tháng 6 - Vickers Wellington mẫu thử nghiệm K 4049
- 15 tháng 6 - Westland Lysander mẫu thử nghiệm K 6127
- 21 tháng 6 - Handley Page Hampden mẫu thử nghiệm K 4240
- 25 tháng 6 - Bristol Blenheim mẫu thử nghiệm K 7033
- 26 tháng 6 - Focke-Wulf Fw 61 D-EBVU, trực thăng đầu tiên có thể kiểm soát hoàn toàn

Tháng 7
- 3 tháng 7 - Short Empire mẫu thử nghiệm RMA Canopus

Tháng 10
- 28 tháng 10 - Dornier Do 19

Tháng 12
- 13 tháng 12 - PZL.37 Łoś
- 21 tháng 12 - Junkers Ju 88 mẫu thử nghiệm D-AQEN
- 22 tháng 12 - North American XB-21 s/n 38-485

## Bắt đầu phục vụ
Tháng 1
- Hawker Hind trong Không quân Hoàng gia Anh

Tháng 3
- Avro Anson trong Phi đội số 48 RAF

Tháng 7
- Fairey Swordfish trong Phi đội số 825 FAA

Tháng 11
- Fairey Hendon trong Phi đội số 38 RAF